# Sara Paxtonová

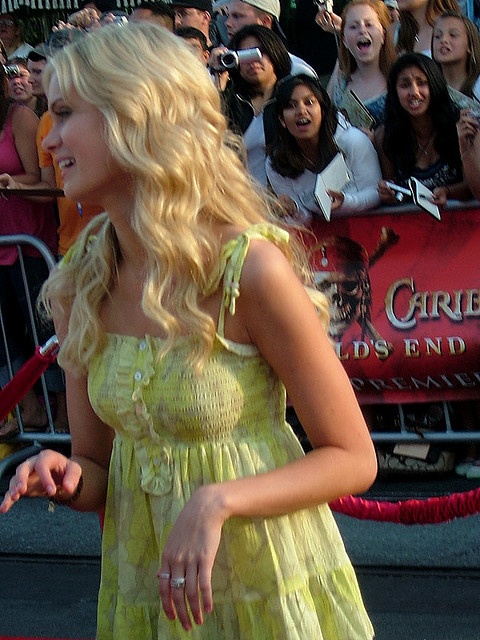

Sara Paxtonová (* 25. dubna 1988, Los Angeles, Kalifornie, USA) je americká herečka a modelka. Měří 170 cm, má blond vlasy a tyrkysové oči.

## Životopis
Sara Paxtonová má irské, mexické a židovské předky, je věřící judaistkou. Její otec je vzdálený příbuzný herce Billa Paxtona.

V osmi letech hrála malou roli ve filmu Jima Carreyho Lhář, lhář. Na rozdíl od většiny dětských herců neměla domácího učitele, ale navštěvovala veřejnou školu. Větší úspěch zaznamenala ve filmu Konec snění (2004). Také její další filmy byly určeny hlavně dospívajícímu publiku: Mořská panna (2005), Královna ročníku (2007) a parodie na komiksové příběhy Suprhrdina (2008). Nazpívala také poprockové album The Ups and Downs.

## Osobní život
V letech 2009 až 2012 byl jejím partnerem americký herec a model Nico Tortorella. V říjnu 2019 se provdala za amerického herce Zacharyho Creggera.